# Nelson Head
Nelson Head är en udde i Kanada.   Den ligger i territoriet Northwest Territories, i den norra delen av landet, 3 800 km nordväst om huvudstaden Ottawa.
Terrängen inåt land är varierad. Havet är nära Nelson Head åt sydost. Trakten är glest befolkad. Det finns inga samhällen i närheten.